# Les Enfants du péché
Série Les Enfants du péché
Nouveau Départ
(2014)
Pour plus de détails, voir Fiche technique et Distribution.
Les Enfants du péché (Flowers in the Attic) est un téléfilm américano-canadien réalisé par Deborah Chow, diffusé en 2014 sur Lifetime. Il s'agit de l'adaptation du premier roman Fleurs captives  (Flowers in the Attic) de Virginia C. Andrews (1979), déjà adapté au cinéma en 1987 sous son titre original, et du premier volet de la série téléfilmographique.

## Synopsis
Corrine, son époux et leurs quatre enfants ont tout pour être heureux. Ils sont l'image de la famille américaine parfaite. Mais un jour, le père de famille meurt dans un accident. Corrine est désespérée car les dettes ne lui permettent pas de continuer la vie d’avant. Elle ne voit qu'une solution : retourner vivre chez ses parents richissimes qu'elle n'a pas revus depuis vingt ans et qui l'ont déshéritée. La jeune veuve emmène donc ses enfants à sa maison d'enfance, le Foxworth Hall, et espère regagner l'affection de son père mourant pour pouvoir hériter de sa fortune. Ce dernier fait un testament en sa faveur à condition qu’elle n’ait pas eu d’enfants de son défunt mari car il avait totalement désapprouvé l'union de sa fille avec son demi-frère. Elle enferme ses enfants dans le grenier afin de cacher leur existence à leur grand-père. Sa mère Olivia, pour sa part, se montre vindicative et terrible envers eux en leur disant qu'ils sont les enfants du mal. Corrine ne pensant qu’à refaire sa vie avec le jeune avocat de son père Bart, les délaissera peu à peu. Elle ira jusqu'à les empoisonner ne sachant plus quoi faire d'eux. Très loin d'être au bout de leurs surprises, dans cette atmosphère délétère de complots familiaux, leur seul objectif demeure de s'échapper.

## Fiche technique
Sauf indication contraire, les informations mentionnées dans cette section peuvent être confirmées par la base de données cinématographiques IMDb,  présente dans la section « Liens externes ».
- Titre original : Flowers in the Attic
- Titre français et québécois : Les Enfants du péché
- Réalisation : Deborah Chow
- Scénario : Kayla Alpert, d'après le roman Fleurs captives de Virginia C. Andrews
- Musique : Mario Grigorov
- Direction artistique : Vivian Nishi
- Décors : Renee Read
- Costumes : Lyn Kelly
- Photographie : Miroslaw Baszak
- Montage : Jamie Alain
- Production : Damian Ganczewski et Harvey Kahn
- Sociétés de production : Front Street Pictures, Inc., Cue the Dog Productions et Fries Film Company, Inc.
- Sociétés de distribution : Lifetime (États-Unis) ; TF1 Distribution (France)
- Pays de production :  États-Unis
- Langue originale : anglais
- Format : couleur - 35 mm - 1,85:1 - son Dolby numérique
- Genre : thriller, drame
- Durée : 86 minutes
- Dates de première diffusion :
  - États-Unis : 18 janvier 2014 sur Lifetime
  - France : 26 janvier 2015 sur TF1
  - Québec : 31 mars 2016 sur[Laquelle ?]

## Distribution
- Heather Graham (VF : Danièle Douet) : Corrine Dollanganger
- Ellen Burstyn (VF : Annie Sinigalia) : Olivia Foxworth
- Kiernan Shipka (VF : Maïa Michaud) : Cathy Dollanganger
- Mason Dye (VF : Gauthier Battoue) :  Christopher Dollanganger Jr.
- Ava Telek (VF : Clara Quilichini) : Carrie Dollanganger
- Maxwell Kovach (VF : Victor Quilichini) : Cory Dollanganger
- Dylan Bruce (VF : Nicolas Djermag) : Bart Winslow
- Chad Willett (en) (VF : Benoît Du Pac) : Christopher Dollanganger Sr.
- Beau Daniels : Malcolm Foxworth
- Andrew Kavadas (VF : Jacques Faugeron) : John Amos

## Accueil

### Diffusions
Le téléfilm est diffusé le 18 janvier 2014 sur Lifetime.
En France, il est diffusé le 26 janvier 2015 sur TF1 et au Québec, l'intégralité de la série de téléfilms est disponible depuis le 31 mars 2016 sur le service ICI TOU.TV.

### Audience
Le téléfilm est vu par 6,06 millions de téléspectateurs lors de sa première diffusion aux États-Unis faisant de lui l'un des premiers téléfilms les plus vus de l'histoire du câble.

### Critiques
Sur le site agrégateur de critiques Rotten Tomatoes, il reçoit des critiques mitigées, recueillant 52 % de critiques positives, avec une note moyenne de 5,5/10 sur la base de 21 critiques collectées. Sur Metacritic, il obtient un score de 49/100 sur la base de 22 critiques collectées.

## Suites
- Les Enfants du péché : Nouveau Départ (Petals on the Wind), deuxième volet, diffusé en mai 2014.
- Les Enfants du péché : Secrets de famille (If There Be Thorns) , troisième volet, diffusé en avril 2015.
- Les Enfants du péché : Les Racines du mal (Seeds of Yesterday) , quatrième et dernier volet, diffusé en avril 2015.

Série 2022: les origines du péché.